# La mujer sin cabeza

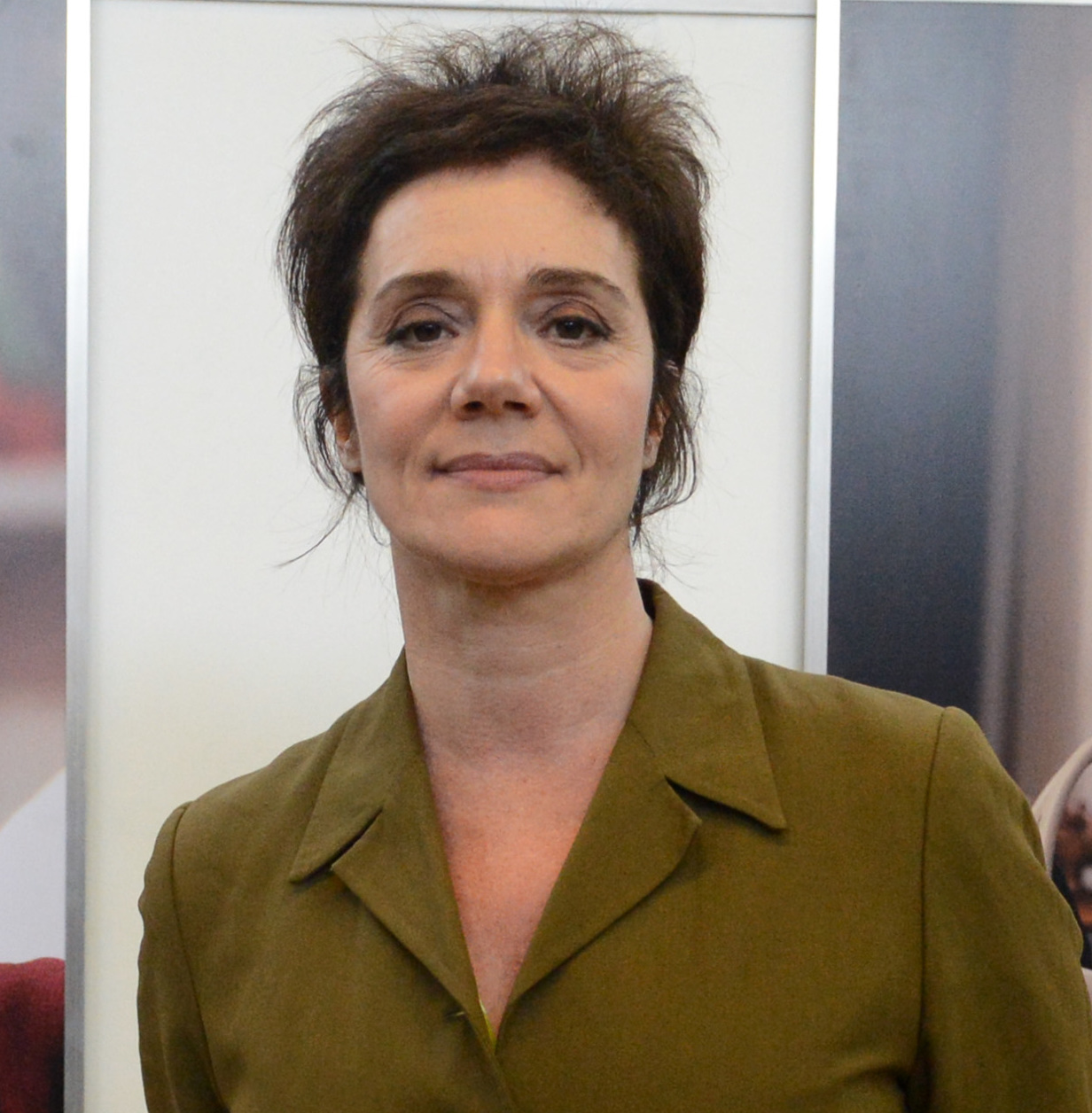
María Onetto és Verónica a la pel·lícula

La mujer sin cabeza (que també es va exhibir amb el nom: La mujer rubia) és una pel·lícula coproduïda per l'Argentina, França, Itàlia i Espanya del gènere drama i misteri, dirigida per Lucrecia Martel la qual es va estrenar a l'Argentina el 21 d'agost de 2008. Va ser íntegrament rodada a la província de Salta i té com a protagonistes a María Onetto, Claudia Cantero, César Bordón, Daniel Genoud, Guillermo Arengo, Inés Efron i María Vaner.
En una enquesta de 2022 de les 100 millors pel·lícules del cinema argentí, la pel·lícula va aconseguir el lloc 24.

## Sinopsi
Mentre condueix el seu automòbil en la ruta, Verónica (María Onetto) atropella alguna cosa. Uns dies després li diu al seu espòs que ha matat a algú en la carretera però en recórrer-la només troben un gos mort, i amics reunits a la policia li conten que no hi ha informació d'un accident. Tan bon punt tot torna a la calma i sembla superat el mal moment, la notícia d'una macabra troballa fa renéixer la preocupació.

## Repartiment
- María Onetto - Verónica
- Claudia Cantero - Josefina
- César Bordón - Marcos
- Daniel Genoud - Juan Manuel
- Guillermo Arengo - Marcelo
- Inés Efron - «Candita»
- María Vaner - Tía «Lala»
- Alicia Muxo - Prima «Rosita»
- Pía Uribelarrea Prima «Tere»

## Crítica
El crític Diego Lerer va opinar al diari Clarín:
| « | “El moment en el qual el món que s'ha construït al seu voltant comença a esfondrar-se, a tornar-se inexplicable. L'accident que permet que tot el que ella considerava habitual passi a ser una sèrie d'esdeveniments inconnexos, estranys, misteriosos. Incapaç de reconèixer el seu món quotidià, Verónica hi transita com per inèrcia, silenciosa, arrossegada per circumstàncies a les quals no s'oposa perquè, de fet, no les comprèn. Que ningú sembli adonar-se de la seva confusió és una de les pistes de cap a on vol anar Lucrecia Martel a La mujer sin cabeza. Una pel·lícula sobre la negació (la història argentina és una història de negacions), l'encobriment, els vels que es construeixen al voltant de la percepció fins a tornar-la uniforme, organitzada -una còmoda presó-, La dona... pren l'accident com a possible alliberament. A partir d'allí, Vero pot començar a veure una mica més enllà de la seva pròpia ombra. Martel fa una doble aposta. Des del temàtic, analitza la construcció de la percepció, com els nuclis socials -familiars, religiosos, educatius- operen perquè organitzem la nostra visió del món d'acord amb determinats preconceptes. Un observa com al voltant de Vero es teixeix una teranyina de negacions: no va haver-hi accident, les proves desapareixen, "va ser un gos, vas atropellar a un gos". I Vero -davant dades que semblen evidenciar que pot haver estat una mica més que això- ha de decidir quin camí prendre. Però Martel redobla aquesta aposta estructurant narrativa i visualment la seva pel·lícula a partir d'aquesta alteració perceptiva. L'espectador estarà tan confós amb el que passa amb Vero i no podrà establir fàcils relacions entre els personatges. Martel tria jugar amb els fora de camp i de focus, amb posades de cambra en les quals personatges i diàlegs entren i surten, superposant-se entre si i generant la sensació de ficar-se de ple a un món -desencaixat, distorsionat, fantasmagòric- al qual no se sap bé com mirar. El risc, i el meravellós atreviment de Lucrecia és que tota aquesta distorsió es cola dins d'un món que podríem considerar realista. Els diàlegs, les situacions (comprar tests, fills que estudien fora, la tensió sexual entre la seva neboda i una amiga) i els personatges són recognoscibles, mundans. La "malaltia perceptiva" de Vero -i de la pel·lícula- és la que va generant el clima d'estranyament. I no tenir el marc d'un gènere -com, per exemple, el fantàstic- desacomoda l'espectador. A aquesta altura, és gairebé redundant parlar de la perfecta construcció visual de cada pla de Martel, de la musicalitat i el detall apropiat per a cada línia de diàleg ("zangolotear", "me queda chicona", "le manosearon el mantito"), de l'original ús del so (essencial per a mostrar l'estat de confusió) i de l'impecable de les actuacions. L'important és que en el film res està posat per a impressionar. Aquí, la forma és el fons. Si el cinema de Martel provoca en algunes persones rebuig o confusió, és pel mateix que la pel·lícula planteja, perquè l'espectador prefereix tenir el seu sistema perceptiu organitzat, preestablert. La "malaltia" de Vero li obre les portes a un salt al buit que no molts s'atreveixen a donar. Les pel·lícules de Martel proposen un salt similar, un que excedeix, en diversos sentits, els límits perceptius i culturals. Com a Vero, la malaltia i la distorsió ens aterreixen, ens deixen sense referències, ens fan perdre el control. I La mujer sin cabeza és una road movie sense mapa i sense ruta, una que recorre el cos i que, quan arriba al cervell, no troba explicacions; troba una radiografia de crani”. | » |

Per la seva part el diari Página/12 va comentar:
| « | “La directora …va proposant tot un riquíssim teixit de subtextos i ambigüitats capaces d'expressar un ventall tan ampli que va des de l'angoixa personal i la desconstrucció familiar fins a la dissolució de la responsabilitat i les maneres de relació de les diferents capes socials en una ciutat de província.”...“es diria que el film transcendeix la mera noció de subjectivitat per a avançar cap a un estadi més complex: intentar que la construcció total de la pel·lícula reflecteixi l'estat de Verónica. Per a això, Martel elabora un virtuós entramat d'imatges i sons que van donant compte d'un estranyament, d'un desplaçament de la realitat, com si alguna cosa de sobte s'hagués corregut de lloc.”…”en la infinitat de detalls aparentment nimis, banals, que va acumulant Martel, en la incalculable simultaneïtat de petites accions i malentesos (no exempts d'humor), la seva pel·lícula adquireix un sentit major: hi ha alguna cosa que oscil·la, que bascula en aquest món en el qual tot sembla estar en el seu lloc, però no ho està.”…”amb la notable col·laboració de Bàrbara Álvarez a la càmera, Martel aconsegueix que en un mateix pla convisquin diferents situacions, aparentment desconnectades entre si, però que no obstant això van sumant significats. No és casual, per exemple, que tot allò que Vero entén naturalment com la classe prestadora de serveis, estigui gairebé sempre en flou, fora de focus, perquè aquesta és també la seva percepció: les empleades domèstiques, les infermeres, els “changos” que renten l'auto per unes monedes són per a ella i la seva família siluetes, ombres tan fosques com el color de la seva pell. El deliberat desequilibri en la composició, la fragmentació dels cossos semblen remetre, al seu torn, no sols a una gruixuda bretxa social sinó també a una fractura profunda de la realitat.”…”és també un film de forts implicacions polítiques. Hi ha en el nucli dramàtic de la pel·lícula tot un mecanisme internalitzat de negació i complicitat que transcendeix a Verónica i ocupa tàcitament a tota la família. Si hi ha una víctima que ningú pot veure ni identificar –ressons de les desaparicions durant la dictadura militar?–, tampoc hi ha un crim. No se sap ni tampoc es vol saber: d'això no es parla. Tanmateix, en una obra plagada de ressons i simetries, tot sembla apuntar a l'accident que precipita la commoció de Vero: les petjades d'un nen en el vidre de l'acte, el cérvol mort que porta el seu marit d'una partida de caça, el so d'un pilotada que deixa estès en el pis a un noi, un obstacle que troba enterrat el jardiner que cuida les seves plantes... tot contribueix al seu sord desassossec, que ella insisteix a negar: “Ja estic bé, no era res”, repeteix"...“estupend treball de María Onetto, ple de matisos i subtileses, en una corda minimalista que evita qualsevol desbordi. El seu caminar vanitós, amb el cap lleument alçat, en un gest d'orgull provincià, no arriba a ocultar la seva mirada perduda, els seus fugaços plors ofegats darrere d'uns lents foscos, o el seu somriure descompost en un rictus d'angoixa. En l'últim treball abans de la seva mort, María Vaner (com la tia Lala) també està magnífica" ..."El notable de La mujer sin cabeza és que és passible de múltiples lectures i es resisteix a ser reduïda a una visió simple i unívoca. Si hi hagués, en tot cas, que pensar un antecedent caldria buscar-lo potser en els contes de Silvina Ocampo, en el to i l'atmosfera ambigua de la seva literatura, sempre a la vora del fantàstic. Alguna cosa d'aquesta ambigüitat essencial és la que aconsegueix Martel amb la seva minuciosa composició de cadascun dels seus plans, on la informació és sempre molta, però també equívoca, enigmàtica, fragmentària.” | » |

### Llistes històriques de la crítica
| Publicació    | Any  | Llista                                        | Posició | Ref.  |
| ------------- | ---- | --------------------------------------------- | ------- | ----- |
| Sight & Sound | 2023 | TOP 250 millors pel·lícules de tots els temps | 196     | [ 4 ] |

## Exhibició en festivals internacionals de cinema
- França 21 de maig de 2008 (Festival Internacional de Cinema de Canes)
- Suïssa 9 d'agost de 2008 (Festival Internacional de Cinema de Locarno)
- el Brasil 26 de setembre de 2008 (Festival Internacional de Cinema de Rio de Janeiro)
- els Estats Units 6 d'octubre de 2008 (Festival Internacional de Cinema de Nova York)
- els Estats Units 6 de novembre de 2008 (Festival de l'American Film Institute)
- Noruega 21 de novembre de 2008 (Oslo International Film Festival o Films from the South)
- Països Baixos 22 de gener de 2009 (Festival Internacional de Cinema de Rotterdam)
- l'Argentina 7 de març de 2009 (Pantalla Pinamar Festival)
- Turquia 4 d'abril de 2009 (Festival Internacional de Cinema d'Istanbul)
- Estats Units maig de 2009 (Festival Internacional de Cinema de Seattle)
- Romania 25 de setembre de 2009 (Festival Internacional de Cinema de Iasi)
- Canadà 2 d'octubre de 2009 (Festival Internacional de Cinema de Vancouver)
- Estats Units 22 de novembre de 2009 (Festival Internacional de Cinema de St. Louis)
- Indonèsia 9 de desembre de 2009 (Festival Internacional de Cinema de Jakarta)
- Suïssa 11 de febrer de 2011 (Festival Internacional de Cinema Negre de Ginebra)

## Premis i nominacions
|                                                         |                      |           |
| III edició dels Premis Sur                              |                      |           |
| Categoria                                               |                      | Resultat  |
| Millor Pel·lícula de Ficció                             | La mujer sin cabeza  | Guanyador |
| Millor direcció                                         | Lucrecia Martel      | Guanyador |
| Millor Guió Original                                    | Lucrecia Martel      | Guanyador |
| Millor Actriu Protagonista                              | María Onetto         | Nominat   |
| Mejor actriu de repartiment                             | María Vaner          | Nominat   |
| Mejor actriu de repartiment                             | Claudia Cantero      | Nominat   |
| Millor So                                               | Guido Beremblum      | Nominat   |
| Millor Fotografia                                       | Bárbara Álvarez      | Nominat   |
| Millor Muntatge                                         | Miguel Schverdfinger | Nominat   |
| Millor Disseny de Vestuari                              | Julio Suárez         | Nominat   |
| Millor Direcció Artística                               | María Eugenia Sueiro | Nominat   |
| 61è Festival Internacional de Cinema de Canes           |                      |           |
| Palma d’Or                                              | La mujer sin cabeza  | Nominat   |
| Festival Internacional de Cinema de Rio de Janeiro 2008 |                      |           |
| Premi Fipresci                                          | La mujer sin cabeza  | Guanyador |